# Peter Galton
Peter M. Galton (ur. 1942) – brytyjski paleontolog pracujący w Stanach Zjednoczonych, specjalizujący się w dinozaurach, ich ewolucji i klasyfikacji.

## Życiorys
Jest autorem wielu publikacji naukowych – niektóre spośród nich przyczyniły się do nazywanego „odrodzeniem dinozaurów” przełomu w badaniach nad tą grupą zwierząt. Praca Galtona i Roberta Bakkera Dinosaur monophyly and a new class of vertebrates opublikowana w czasopiśmie Nature w 1974 roku wykazała, że oba rzędy dinozaurów – wcześniej uznawane za spokrewnione ze sobą nie bliżej niż z innymi archozaurami – mają wspólnego przodka także będącego dinozaurem. W oparciu o wcześniejsze badania Johna Ostroma oraz własne, Galton i Bakker zaproponowali, by dinozaury połączyć z ptakami w odrębną, monofiletyczną grupę Dinosauria. Obecnie stanowisko to jest przez większość paleontologów uznawane za uzasadnione.